# La terra, la luna e l'abbondanza
La terra, la luna e l'abbondanza è il primo album dal vivo del cantautore Claudio Lolli, pubblicato nel 2002.

## Descrizione
L'album è il primo disco dal vivo del cantautore bolognese; tutte le canzoni sono eseguite in versione acustica e non è riportato il luogo della registrazione eccetto che per il brano Adriatico, registrato a Fermo.
L'unico brano inedito è Pinelli, una versione della celebre Ballata del Pinelli, dedicata a Giuseppe Pinelli e scritta dai giovani anarchici mantovani G. Barozzi, F. Lazzarini e U. Zavanella la sera dei funerali dell'anarchico e poi rielaborata, ampliata e musicata da Joe Fallisi e Pino Masi nel 1969.

## I musicisti
- Claudio Lolli: voce, chitarra in Dita
- Paolo Capodacqua: chitarra acustica e classica

## Tracce
Testi e musiche di Claudio Lolli, eccetto dove indicato.
1. Curva sud – 5:17
2. Alla fine del cinema muto – 4:20
3. Pinelli – 4:24 (Joe Fallisi, Pino Masi)
4. Analfabetizzazione – 4:40
5. Io ti faccio del male – 3:13 (musica: Lolli, Paolo Capodacqua)
6. Dita – 6:14
7. Quando la morte avrà – 4:25
8. Angoscia metropolitana – 4:32
9. Borghesia – 5:33
10. Adriatico – 4:32